# Acacia mutabilis
Acacia mutabilis é uma espécie de leguminosa do gênero Acacia, pertencente à família Fabaceae.